# Alfabet de Palmira

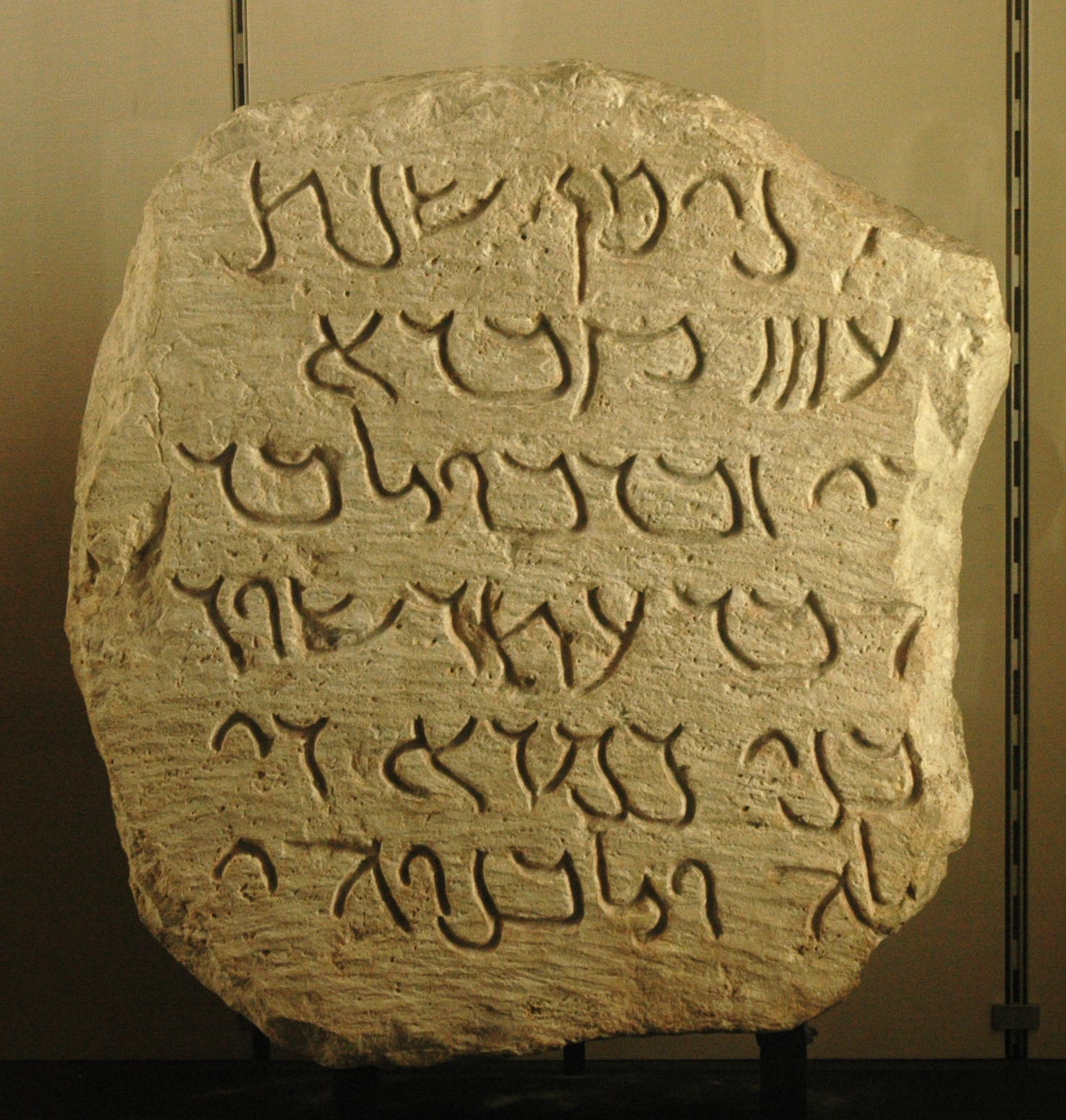
Inscripció funerària en pedra calcaria, del 4 aC., en alfabet palmirenc

L'alfabet de Palmira va ser un alfabet semític emprat en l'escriptura del palmirenc, utilitzat entre els anys 100 aC i 300 dC a Palmira, Síria. La inscripció més antiga trobada es remunta al 44 abans de Crist i les més darreres daten del 274 dC, poc abans de la conquesta de la ciutat per l'emperador romà Luci Domici Aurelià.
Es va desenvolupar a partir de l'alfabet arameu i s'escrivia horitzontalment de dreta a esquerra; el números empraven un sistema no decimal, i les lletres, vint-i-dos en total, van evolucionar des de la inicial representació rodona, apareixent tot seguit la cursiva i, amb posterioritat, una forma decorativa monumental derivada d'aquesta segona.